# Eulithis ochroleuca
Eulithis ochroleuca là một loài bướm đêm trong họ Geometridae.